# Behdetej

Behdetej v podobě okřídleného slunce

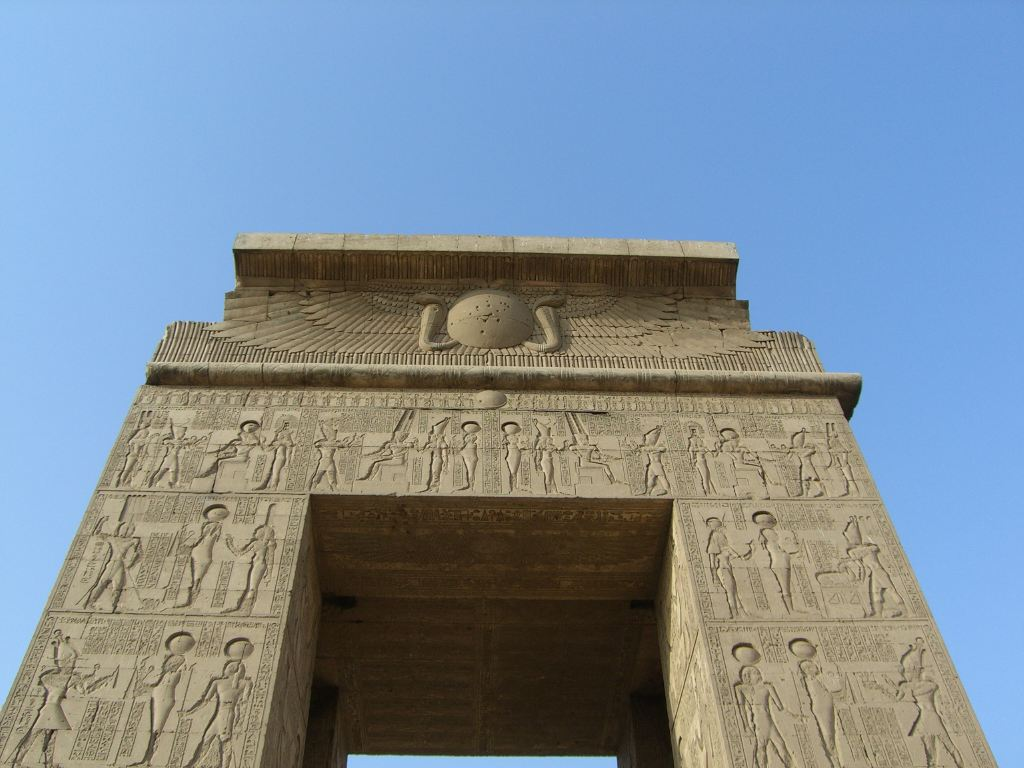
Okřídlené slunce nad portálem

Behdetej (v překladu „Ten z Behdetu“, „Behdetejský“) je staroegyptský bůh[zdroj⁠?!] a současně ochranný symbol užívaný ve faraonské ikonografii od počátku historické doby. Znázorňován byl nejprve v podobě sokola, později zpravidla v podobě okřídlené sluneční koule, někdy po obou stranách doplněné ureem.
V době Staré říše byl nazýván Behdet, což badatelé odvozují od egyptského slova behedu – „trůn“. Původně tedy jeho jméno neodkazovalo na název místa v geografickém smyslu, ale spíše na „trůnní místo“ panovníka, které vymezuje jako posvátný prostor: je zobrazován nad hlavou krále jako symbol jeho moci a nedotknutelnosti, v pozdějších dobách se objevuje nad vstupem do posvátných míst, např. nad branami pylonů egyptských chrámů nebo nad římsou naosů.
Od Střední říše se způsob zápisu jména mění na Behdetej. Pravděpodobně k této změně došlo v souvislosti s rozpracováním královské ideologie, kdy byl bůh Behdet spojen s bohem Horem reprezentujícím ka každého vládnoucího krále a jeho kult byl přenesen do některých Horových kultovních středisek, jejichž jméno znělo stejně jako jméno boha, tedy Behdet. Na původní význam jména bylo posléze zapomenuto a začalo být odvozováno od původně nezávislého jména místního jako „Behdetejský“. V důsledku tohoto vývoje začal být považován za jednu z podob Hora a pro odlišení od ostatních označován jako Hor Behdetej – „Hor z Behdetu“.